# Tragia minor
Tragia minor là một loài thực vật có hoa trong họ Đại kích. Loài này được Sond. miêu tả khoa học đầu tiên năm 1850.